# Ophir Chasma
L' Ophir Chasma est une vallée de Mars, située dans la Valles Marineris.
Elle s'étend sur près de 100 km. Il s'agit de la vallée la plus au nord de la Valles Marineris.